# Antifemo
Antifemo (in greco antico: Αντίϕημος?, Antíphemos; Rodi, ... – ...; fl. VII secolo a.C.) è stato un nobile greco antico.
Secondo Erodoto, Pausania e Tucidide, dopo aver consultato l'oracolo di Delfi, fu ecista della spedizione di colonizzazione rodia che, partita dalla città di Lindo nel 688 a.C., approdò sulle coste siciliane e fondò Gela.
Secondo Tucidide Antifemo fondò Gela assieme ad Entimo di Creta.